# Olsza (potok)
Olsza (do 1945 niem. Elze) – potok, prawy dopływ Czernej Wielkiej.
Płynie w południowej części województwa lubuskiego w powiecie żagańskim przez Bory Dolnośląskie, częściowo południowym skrajem Ośrodka Szkolenia Poligonowego Wojsk Lądowych Żagań wzdłuż DK18. Do Czernej Wielkiej uchodzi koło wsi Czerna.
Nad Olszą, w okolicy niezachowanej współcześnie wsi Birkberg funkcjonował obóz Służby Pracy Rzeszy RAD 6/105 „Peter von Kurland”. W jego bezpośrednim pobliżu na obszarze o pow. 132,49 ha leżącym na terenie Nadleśnictwa Żagań (leśnictwa Podlaski i Kowalice) w 2006 r. utworzono użytek ekologiczny „Łąki nad Olszą” w celu ochrony i zachowania otwartego charakteru łąk występujących wewnątrz zwartego kompleksu leśnego Borów Dolnośląskich.